# John Heitinga
John Gijsbert Alan „Johnny“ Heitinga (* 15. November 1983 in Alphen aan den Rijn) ist ein ehemaliger niederländischer Fußballspieler und heutiger -trainer.

## Karriere

### Verein
Johnny Heitingas Vorfahren stammen aus Indonesien; sein Großvater und sein 1957 in Djakarta geborener Vater zogen 1959 ins Land der ehemaligen Kolonialmacht. Als Kind begann Heitinga mit dem Fußballspielen beim ARC in seiner Geburtsstadt Alphen. Als er sieben Jahre alt wurde, schenkte ihm seine Mutter ein Probetraining bei Ajax Amsterdam, das dazu führte, dass Ajax ihn in seine Jugendausbildung aufnahm.
Er begann in Amsterdam als rechter Verteidiger, spielte jedoch gelegentlich auch im defensiven Mittelfeld. Aus der Jugendabteilung stieß er zur Saison 2001/02 zum Profikader. Bei seinem Debüt in der Eredivisie am 26. August 2001 war er bereits in die Innenverteidigung gewechselt. Im Spiel gegen Feyenoord Rotterdam wurde er in der 69. Minute für Schota Arweladse eingewechselt. Wenige Tage später kam er am 20. September 2001 zu seinem ersten internationalen Einsatz im UEFA-Pokal gegen Apollon Limassol. In dem Team um André Bergdølmo, Ferdi Vierklau und Rafael van der Vaart zählte er schnell zu den Stammkräften und kam bis zur Winterpause auf 13 Einsätze. Nach zwei weiteren Einsätzen in der Rückrunde warf ihn eine Verletzung zurück und er konnte keinen weiteren Beitrag zum Gewinn des Doubles leisten. Auch in der Folgesaison blieb er außer Gefecht gesetzt; erst ab Oktober 2003 spielte er wieder regelmäßig in Ajaxens erster Mannschaft. Am 9. November 2003 erzielte er im Spiel bei ADO Den Haag sein erstes Ligator: Auf Vorlage von Wesley Sneijder vollstreckte er per Kopfball zum 1:1 beim 4:1-Sieg der Amsterdamer. Später im Spiel wurde er mit der Gelb-Roten Karte vom Platz gestellt. In dieser Spielzeit, in der er in 26 Ligaspielen in der Innenverteidigung und auch wieder als rechter Verteidiger im Einsatz war, gewann er mit den Ajaciden erneut den Meistertitel und wurde A-Nationalspieler. 2006 und 2007 wurde er mit dem Team erneut Pokalsieger.
Während seiner siebten Profisaison bei Ajax, an deren Ende er zum Spieler des Jahres der Eredivisie gewählt wurde, wurde im März 2008 bekannt, dass der spanische Erstligist Atlético Madrid Heitinga für die festgeschriebene Ablösesumme von zehn Millionen Euro zur Saison 2008/09 verpflichtet. Bei Atlético spielte er eine Saison und erzielte in 32 Spielen – davon 27 in der Primera División – drei Tore. Doch Madrid war nur Durchgangsstation in die Premier League: Am 1. September 2009 wechselte Heitinga zum FC Everton. Heitinga unterschrieb in Liverpool einen Vertrag über fünf Jahre. In der UEFA Europa League 2009/10 konnte Everton den Niederländer nicht einsetzen, da er für Atlético bereits in der Champions-League-Qualifikation gespielt hatte. Für die Engländer machte er in der Saison 2009/10 33 Spiele, davon 29 mit zwei Toren in der Liga.
Am 31. Januar 2014 wechselte Heitinga zum FC Fulham, bei dem er einen Vertrag bis zum Saisonende unterschrieb. Zur Saison 2014/15 wechselte er zu Hertha BSC. Nach einem Jahr in Berlin kehrte er zur Saison 2015/16 zu Ajax Amsterdam zurück und beendete zum 1. Februar 2016 seine aktive Karriere.

### Nationalmannschaft
Sein Debüt in der niederländischen Nationalmannschaft gab er am 18. Februar 2004 als rechter Verteidiger beim 1:0-Sieg der Elftal in der Amsterdam Arena gegen die Vereinigten Staaten. Damit war er der 99. Ajax-Spieler, der in die Nederlands Elftal berufen worden war. Zwei Monate und zwei Spiele später konnte er auch sein erstes Länderspieltor erzielen; beim 4:0-Sieg gegen Griechenland erzielte er den dritten Treffer. Bei der EM 2004 stand er in den ersten beiden Spielen in der Anfangsformation, musste jedoch nach einer gelb-roten Karte gegen Tschechien im dritten Spiel zuschauen. Auch bei der WM 2006 und bei der EM 2008 bestritt er jeweils drei Spiele. Für die Weltmeisterschaft 2010 stand er mit 51 Einsätzen als einer der erfahreneren Spieler im Kader von Bondscoach Bert van Marwijk. Er kam in sechs Spielen zum Einsatz und sah im Finale gegen Spanien in der 109. Minute die gelb-rote Karte.

### Trainerkarriere
Heitinga war zunächst bei den Jugendmannschaften von Ajax als Trainer tätig. Er arbeitete als Trainer des U-11-Teams, dann als Co-Trainer der zweiten Mannschaft, Jong Ajax. Von 2021 bis 2023 war er Trainer von Jong Ajax, danach kurzzeitig Trainer von Ajax.
Während der Spielzeit 2023/24 war er Assistent unter David Moyes bei West Ham United und 2024/25 unter Arne Slot beim FC Liverpool.
Zur Saison 2025/26 wird er Cheftrainer der ersten Mannschaft von Ajax.

## Erfolge/Titel
- Fußballer des Jahres der Niederlande 2008

 Ajax Amsterdam 
- Niederländischer Meister:2002, 2004
- Niederländischer Pokalsieger: 2002, 2005, 2006, 2007
- Supercupsieger: 2002, 2005, 2006, 2007

## Privates
Seit 2004 ist Heitinga mit dem Model Charlotte-Sophie Zenden liiert und seit 2010 verheiratet. Das Paar hat zwei Kinder. Charlotte-Sophie ist die Schwester seines ehemaligen Nationalmannschaftskollegen Boudewijn Zenden.